# Temnaspis nigricollis
Temnaspis nigricollis is een keversoort uit de familie halstandhaantjes (Megalopodidae). De wetenschappelijke naam van de soort werd in 1899 gepubliceerd door Martin Jacoby.